# Dianthus bolusii
Dianthus bolusii är en nejlikväxtart som beskrevs av Burtt Davy. Dianthus bolusii ingår i släktet nejlikor, och familjen nejlikväxter. Inga underarter finns listade i Catalogue of Life.